# Hohenleipisch
Hohenleipisch és un municipi alemany que pertany a l'estat de Brandenburg. Forma part de l'Amt Plessa. Comprèn el districte de Dreska.

## Evolució demogràfica
| Població de Hohenleipisch de 1875 a 2007 | Població de Hohenleipisch de 1875 a 2007 | Població de Hohenleipisch de 1875 a 2007 | Població de Hohenleipisch de 1875 a 2007 | Població de Hohenleipisch de 1875 a 2007 | Població de Hohenleipisch de 1875 a 2007 | Població de Hohenleipisch de 1875 a 2007 | Població de Hohenleipisch de 1875 a 2007 | Població de Hohenleipisch de 1875 a 2007 | Població de Hohenleipisch de 1875 a 2007 | Població de Hohenleipisch de 1875 a 2007 | Població de Hohenleipisch de 1875 a 2007 | Població de Hohenleipisch de 1875 a 2007 | Població de Hohenleipisch de 1875 a 2007 |
| Any                                      | Població                                 |                                          | Any                                      | Població                                 |                                          | Any                                      | Població                                 |                                          | Any                                      | Població                                 |                                          | Any                                      | Població                                 |
| ---------------------------------------- | ---------------------------------------- | ---------------------------------------- | ---------------------------------------- | ---------------------------------------- | ---------------------------------------- | ---------------------------------------- | ---------------------------------------- | ---------------------------------------- | ---------------------------------------- | ---------------------------------------- | ---------------------------------------- | ---------------------------------------- | ---------------------------------------- |
| 1875                                     | 1300                                     |                                          | 1946                                     | 3352                                     |                                          | 1989                                     | 2626                                     |                                          | 1995                                     | 2836                                     |                                          | 2001                                     | 2845                                     |
| 1890                                     | 1500                                     |                                          | 1950                                     | 3313                                     |                                          | 1990                                     | 2603                                     |                                          | 1996                                     | 3001                                     |                                          | 2002                                     | 2803                                     |
| 1910                                     | 2237                                     |                                          | 1964                                     | 2798                                     |                                          | 1991                                     | 2566                                     |                                          | 1997                                     | 3008                                     |                                          | 2003                                     | 2003                                     |
| 1925                                     | 2467                                     |                                          | 1971                                     | 2775                                     |                                          | 1992                                     | 2516                                     |                                          | 1998                                     | 3022                                     |                                          | 2004                                     | 2660                                     |
| 1933                                     | 2716                                     |                                          | 1981                                     | 2850                                     |                                          | 1993                                     | 2845                                     |                                          | 1999                                     | 2896                                     |                                          | 2005                                     | 2552                                     |
| 1939                                     | 2821                                     |                                          | 1985                                     | 2759                                     |                                          | 1994                                     | 3024                                     |                                          | 2000                                     | 2822                                     |                                          | 2007                                     | 2304                                     |